# Nesria Jelassi
Nesria Jelassi (ar. نسرية الجلاصي; ur. 19 sierpnia 1989) – tunezyjska judoczka. Olimpijka z Pekinu 2008, gdzie zajęła dziewiąte miejsce w wadze lekkiej.
Uczestniczka mistrzostw świata w 2014 i 2015. Startowała w Pucharze Świata w latach 2010, 2012, 2014 i 2015. Mistrzyni igrzysk afrykańskich w 2011; druga w 2007 i piąta w 2015. Brązowa medalistka igrzysk panarabskich w 2011. Dziewięciokrotna medalistka mistrzostw Afryki w latach 2006–2018.

## Letnie Igrzyska Olimpijskie 2008
| Konkurencja | Eliminacje                  | Eliminacje          | Repasaże                 | Klas. końcowa |
| Konkurencja | Przeciwnik I                | 1/4                 | Przeciwnik I             | Miejsce       |
| ----------- | --------------------------- | ------------------- | ------------------------ | ------------- |
| 57 kg       | Yurisleidys Lupetey (CUB) Z | Mária Pekli (AUS) P | Bernadett Baczkó (HUN) P | 9.            |